# Grünow
Grünow est une petite commune rurale de l'arrondissement du Plateau des lacs mecklembourgeois en Allemagne du nord-est, appartenant à l'État du Mecklembourg-Poméranie-Occidentale. Sa population s'élevait à 316 habitants au 31 décembre 2010.

## Géographie
Le village se trouve à dix-sept kilomètres à l'est de Neustrelitz dans une région de lacs. Le parc national de la Müritz commence au sud de la commune. Le hameau d'Ollendorf est rattaché à la municipalité.

## Histoire

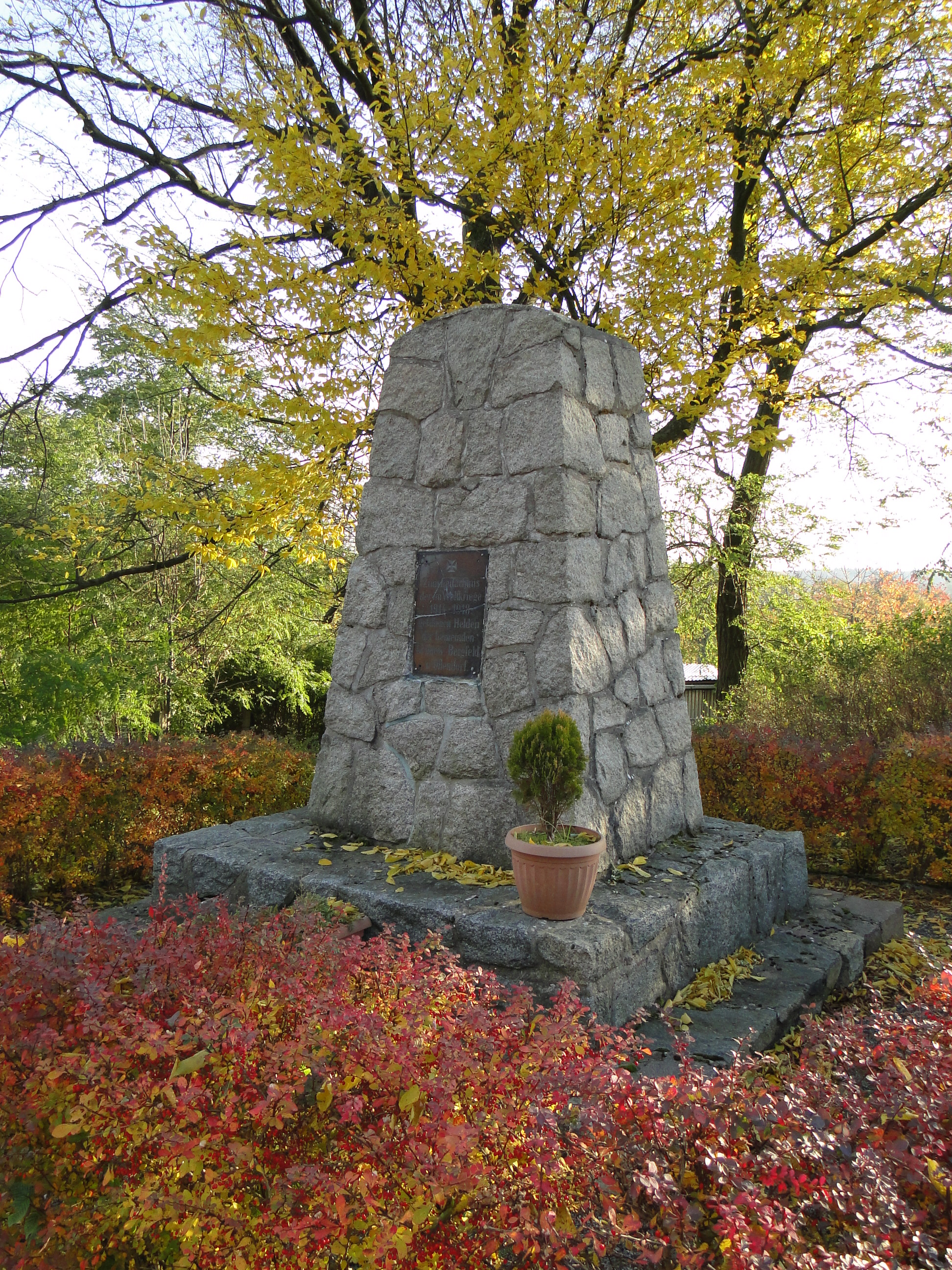
Monument aux morts de Grünow

C'est en 1324 qu'est mentionné pour la première fois par écrit le village qui construit son église à la fin du siècle. Les armées du comte de Tilly mettent le village à sac pendant la guerre de Trente Ans.
Le village possède plusieurs fermes à l'architecture typique de la région.

## Source
- (de) Cet article est partiellement ou en totalité issu de l’article de Wikipédia en allemand intitulé « Grünow » (voir la liste des auteurs).